# مدیا پلیر کلاسیک
مدیا پلیر کلاسیک (به انگلیسی: Media Player Classic (MPC)) نرم‌افزاری برای پخش صوت و تصویر در مایکروسافت ویندوز می‌باشد و شامل دو نسخه سینمای خانگی (MPC-HC) و نسخه سیاه و سفید (MPC-BE) است که به وسلیه آن می‌توان فرمت‌های مختلف را اجرا و پخش نمود. این برنامه یکی از محبوبترین و قوی‌ترین نرم‌افزارها در زمینه پخش فایل‌های صوتی و تصویری می‌باشد . از دیگر کاربردهای این نرم‌افزار پخش آسان زیرنویس برای فیلم‌ها است.

## امکانات
مدیا پلیر کلاسیک با ظاهر ساده خود تقریباً توانایی پخش همه فرمت‌ها را دارد. و در سال 2011 به عنوان سومین نرم‌افزار محبوب پخش فیلم انتخاب شد.